# Oxid xenonový
Oxid xenonový (XeO3) je jeden z oxidů xenonu, získává se úplnou hydrolýzou fluoridu xenonového. Z bezpečnostních důvodů se doporučuje dopravovat fluorid do vody v proudu dusíku.[nenalezeno v uvedeném zdroji]
XeF6 + 3 H2O → XeO3 + 6 HF
Ze získané směsi se vysráží HF pomocí oxidu hořečnatého a XeO3 se získá odpařením. V pevném stavu je tento oxid velmi nestabilní. Vodný roztok, kyselina xenonová je v nepřítomnosti oxidovatelných látek poměrně stabilní.[zdroj?] Jedná se o velmi silné oxidační činidlo.
Struktura molekul této látky byla určena pomocí rentgenové strukturní analýzy, jedná se o trigonální pyramidy XeO3 s atomem xenonu ve vrcholu.